# Правда лейтенанта Климова
«Правда лейтенанта Климова» (рос. «Правда лейтенанта Климова») — радянський художній фільм, поставлений на кіностудії «Ленфільм» у 1981 році режисером Олегом Дашкевичем за повістю Леоніда Крейна «Дуга великого кола». Прем'єра фільму в СРСР відбулася в травні 1982 року.

## Сюжет
Морського офіцера Климова (Андрій Ростоцький) за «п'яну бійку» понизили в званні і перевели на Північний флот. На новому місці служби йому не довіряють і призначають на тренажер. Поступово з'ясовується, що Климов відмінний фахівець, що він боксер і не п'є, і що вдарив коханця своєї дружини всього один раз. Лейтенанту вдається отримати призначення на човен і добре зарекомендувати себе під час навчань.

## У ролях
- Андрій Ростоцький —  Климов Павло Сергійович
- Юрій Каморний —  Степанов Євген Васильович, капітан 2-го рангу, командир підводного човна
- Павло Іванов —  Забєлін Андрій Миколайович, капітан 3-го рангу, замполіт
- Петро Шелохонов —  Червоненко Микола, старший мічман
- Ігор Добряков —  Соснихін, капітан I рангу
- Валерій Доронін —  Бірюков Сергій Володимирович, однокашник Климова
- Андрій Рахманов —  Примак
- Олександр Ліпов —  Єфремов
- Борис Хімічев —  Контр-адмірал  (роль озвучував — Ігор Єфімов)
- Ірина Гусєва —  Ірина Миколаївна Червоненко
- Василь Петренко —  Генка Дранов, старшина 2-ї статті
- Анатолій Горін —  Громов, матрос
- Єлизавета Акулічева —  Зоя, мати Павла
- Олег Єфремов —  Астахов
- Василь Корзун —  Сергій Іванович Климов, батько, капітан I рангу
- Іван Краско —  начальник штабу, капітан I рангу
- Олена Кондулайнен —  Люся, дружина Климова
- Юрій Соловйов —  підполковник у військовій прокуратурі
- Марина Юрасова —  Галина Георгіївна
- Олександр Бахаревський —  командир БЧ
- Володимир Смирнов —  мічман

## Знімальна група
- Автор сценарію —  Леонід Крейн
- Режисер-постановник —  Олег Дашкевич
- Оператор-постановник —  Борис Тимківський
- Художник-постановник —  Володимир Гасилов
- Композитор —  Владлен Чистяков
- Звукооператор —  Гаррі Бєлєнький